# جوليجا بادن
جوليجا بادن أعلى دوري كرة قدم في ولاية بادن الألمانية من 1933 إلى 1945. بعد فترة وجيزة من تشكيل الدوري، أعاد النازيون تنظيم المناطق الإدارية في ألمانيا، واستبدل غاو بادن ولاية بادن.

## نظرة عامة
تم تقديم الدوري في عام 1933 من قبل مكتب الرياضة النازي، بعد تولي النازيين السلطة في ألمانيا وبادن. حلت محل بتسيركليغا كأعلى مستوى من اللعب في مسابقات كرة القدم الألمانية.
تم تأسيس جوليجا بادن بعشرة أندية، وجميعها من ولاية بادن.
في الموسم الأول، كان للرابطة عشرة أندية، يلعب كل منها الآخر مرة واحدة في ملعبه ومرة واحدة خارج ملعبه. تأهل الفائز بالدوري للبطولة الألمانية بينما هبط الفريقان المتذيلين الترتيب. بقي الدوري دون تغيير حتى اندلاع الحرب العالمية الثانية.
في هذا العصر، كان النجاح الوحيد الذي حققه نادٍ من بادن، عندما وصل فالدهوف مانهايم إلى نهائي كأس ألمانيا في عام 1939، وخسر أمام 1. نورنبرغ
في 1939-1940، لعب الدوري في أربع مجموعات مختلفة مع جولة نهائيات في النهاية لتحديد بطل بادن. بعد عام، عادت إلى نظامها القديم.
في موسم 1941-1942، انقسم فريق Gauliga Baden إلى مجموعة شمالية وجنوبية تضم ستة فرق لكل منها وجولة نهائيات لأربعة فرق. في 1942-1943، عاد إلى تنسيق واحد مكون من عشرة فرق. تغيير آخر في النظام للموسم بعد أن كان يعني 19 ناديًا في ثلاث مجموعات مع ثلاث نهائيات.
الانهيار الوشيك لألمانيا النازية في عام 1945 أثر بشكل خطير على جميع Gauligas وكرة القدم في بادن توقفت في يناير 1945.

## الأعضاء المؤسسين للدوري
الأعضاء العشرة المؤسسين ومواقعهم في موسم Bezirksliga Württemberg / Baden / Baden و Bezirksliga راين / سار في 1932-1933: 
- إس في فالدهوف مانهايم ، فائز فريق راين
- VfR مانهايم، تقسيم راين الخامس
- فرايبرجر ، قسم بادن الرابع
- فونيكس كارلسروه ، تقسيم بادن الفائز
- 1. إف. بفورتسهايم قسم فورتمبرغ
- كارلسروهر FV ، 2nd تقسيم بادن
- VfL Neckarau ، الفرقة الثالثة راين
- VfB Mühlburg ، نادي دمج VfB Karlsruhe (الثالث) و FC Mühlburg (الخامس)
- Germania Brötzingen ، 6th Württemberg division
- فرايبورغ ، فرقة بادن السادسة

## الفائزين والمركز الثاني في Gauliga Baden
الفائزون والوصيف في الدوري: 

## المكانس في Gauliga Baden 1933–44
القائمة الكاملة لجميع الأندية المشاركة في الدوري: 